# Maurício Barbieri
Maurício Nogueira Barbieri (ur. 30 września 1981 w São Paulo) – brazylijski trener piłkarski pochodzenia włoskiego.